# Baeotis choroniensis
Baeotis choroniensis är en fjärilsart som beskrevs av Lichy 1946. Baeotis choroniensis ingår i släktet Baeotis och familjen Riodinidae. Inga underarter finns listade i Catalogue of Life.